# Anton Ferdinand
Anton Julian Ferdinand (ur. 18 lutego 1985 w Peckham) – piłkarz angielski, który grał na pozycji środkowego obrońcy. Jest bratem Rio, byłego zawodnika Queens Park Rangers i Manchesteru United oraz kuzynem Lesa, 17-krotnego reprezentanta kraju.

## Kariera klubowa
Ferdinand urodził się w Peckham, leżącym na przedmieściach Londynu. Do gry w piłkę namówili go brat Rio oraz kuzyn Les. Pierwsze treningi piłkarskie Anton podjął w klubie West Ham United, a w grudniu 2002 trenował już z pierwszą drużyną. 9 sierpnia 2003 zadebiutował w rozgrywkach Division One, w wygranym 2:1 domowym spotkaniu z Preston North End. W całym sezonie rozegrał 26 spotkań, w tym 20 ligowych. Wystąpił także w barażach o awans do Premier League, jednak w finale "Młoty" uległy 0:1 innemu londyńskiemu klubowi, Crystal Palace F.C. W sezonie 2004/2005 był już podstawowym zawodnikiem "The Hammers" i w ostatnim meczu sezonu z Watfordem (2:1) zdobył pierwszego gola w profesjonalnym futbolu. Z West Ham awansował po barażach do Premier League, a w lipcu 2005 przedłużył kontrakt o 3 lata. W najwyższej klasie rozgrywkowej Anglii swoje pierwsze spotkanie rozegrał 13 sierpnia przeciwko Blackburn Rovers (3:1). W styczniu 2006 został uznany graczem miesiąca w Premiership, a na koniec sezonu awansował z West Ham do finału Pucharu Anglii. "The Hammers" podejmowali w nim Liverpool F.C., jednak ulegli po serii rzutów karnych 1:3 (po 120 minutach był remis 3:3), a decydującą jedenastkę spudłował właśnie Anton. W 2007 roku utrzymał się z West Ham w lidze, a w 2008 roku zajął 10. pozycję. Łącznie dla klubu z Upton Park rozegrał 138 ligowych spotkań, w których strzelił 5 goli.
27 sierpnia 2008 roku Ferdinand podpisał kontrakt z Sunderland A.F.C., do którego trafił za sumę około 8 milionów funtów. W nowej drużynie zadebiutował 13 września w zremisowanym 1:1 spotkaniu z Wiganem Athletic. Debiutancki sezon zakończył z 31 ligowymi występami i wraz ze swoim zespołem utrzymał się w lidze.
31 sierpnia 2011 piłkarz przeszedł do Queens Park Rangers. Wiosną 2013 był wypożyczony do Bursasporu. Latem 2013 przeszedł do Antalyasporu. W 2014 roku trafił do tajskiego Police United, jednak nie zadebiutował w nim i niedługo potem odszedł do Reading. W 2016 został zawodnikiem Southend United.
| Klub                | Liga           | Sezon   | Mecze | Bramki |
| ------------------- | -------------- | ------- | ----- | ------ |
| West Ham United     | Division One   | 2003/04 | 20    | 0      |
| West Ham United     | Championship   | 2004/05 | 29    | 1      |
| West Ham United     | Premier League | 2005/06 | 33    | 2      |
| West Ham United     | Premier League | 2006/07 | 31    | 0      |
| West Ham United     | Premier League | 2007/08 | 24    | 2      |
| Sunderland A.F.C.   | Premier League | 2008/09 | 31    | 0      |
| Sunderland A.F.C.   | Premier League | 2009/10 | 24    | 0      |
| Sunderland A.F.C.   | Premier League | 2010/11 | 27    | 0      |
| Sunderland A.F.C.   | Premier League | 2011/12 | 3     | 0      |
| Queens Park Rangers | Premier League | 2011/12 | 31    | 0      |
| Queens Park Rangers | Premier League | 2012/13 | 13    | 0      |
| Bursaspor           | Süper Lig      | 2012/13 | 7     | 0      |
| Antalyaspor         | Süper Lig      | 2013/14 | 3     | 0      |
| Reading             | Championship   | 2014/15 | 2     | 0      |
| Reading             | Championship   | 2015/16 | 19    | 0      |

## Kariera reprezentacyjna
W latach 2004–2007 Ferdinand był podstawowym zawodnikiem młodzieżowej reprezentacji Anglii U-21. 17 sierpnia 2004 zadebiutował w niej w wygranym 3:1 spotkaniu z reprezentacją Ukrainy U-21. Łącznie rozegrał w niej 17 spotkań. W 2007 roku wystąpił na Mistrzostwach Europy U-21 w Holandii. Był jednak po kontuzji i rozegrał zaledwie jedno spotkanie jako zmiennik w półfinale z reprezentacją gospodarzy. Mecz zakończył się wynikiem 1:1 po dogrywce, a w konsekwencji wygraną Holendrów 13:12 po serii rzutów karnych. Anton strzelił jednego z nich, a drugiego nie wykorzystał.